# José Serra (militar)
José Serra fue un político y militar peruano. Fue ministro de Gobierno y Relaciones Exteriores, durante la dictadura de Simón Bolívar (1825-1826).

## Biografía
Durante la dictadura de Bolívar en el Perú, ostentó el grado militar de sargento mayor y se desempeñó como Oficial Mayor del Ministerio de Gobierno y Relaciones Exteriores, cuyo titular era el sabio Hipólito Unanue (1825). Tras la salida de Unanue y el breve período accidental de Manuel Ruiz de Pancorvo, se puso al frente de dicho ministerio.
Durante su período coordinó con los representantes del Perú enviados a Panamá como representantes de la gran asamblea panamericana o Congreso anfictiónico, sobre los puntos que debían desarrollar. Dichos representantes eran José María de Pando y Manuel Lorenzo de Vidaurre.
También se preocupó por el establecimiento de un Museo Nacional, que ya había sido proyectado en 1822. El 8 de abril de 1826 envió una circular dando las medidas para tal fin: 

El Perú, rico en minerales, plantas, animales y monumentos antiguos, está llamado por la excelencia de sus producciones a formar el gabinete más selecto del universo.

 Y solicitaba a los prefectos, intendentes, municipalidades y párrocos que enviasen toda especie, sea mineral, vegetal o animal, para tal alto fin. El Museo, sin embargo, quedó entonces solo en proyecto.
| Predecesor: Manuel Ruiz de Pancorvo | Ministro de Relaciones Exteriores del Perú 15 de diciembre de 1825 a 18 de mayo de 1826 | Sucesor: José María de Pando |